# Leichtathletik-Weltmeisterschaften 2001/110 m Hürden der Männer

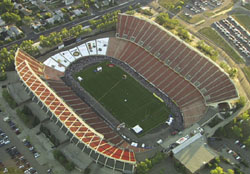
Das Commonwealth Stadium von Edmonton im Jahr 2005

Der 110-Meter-Hürdenlauf der Männer bei den Leichtathletik-Weltmeisterschaften 2001 wurde vom 7. bis 9. August 2001 im Commonwealth Stadium der kanadischen Stadt Edmonton ausgetragen.
Seinen dritten WM-Titel nach 1995 und 1997 errang der US-amerikanische Olympiasieger von 1996 Allen Johnson. Wie 1999 wurde der Kubaner Anier García Vizeweltmeister. Er hatte im Vorjahr Olympiagold errungen. Bronze ging an den Haitianer Dudley Dorival, der wie schon bei den Weltmeisterschaften 1999 zweimal Landesrekord lief.

## Bestehende Rekorde
| Weltrekord | 12,91 s | Colin Jackson | WM 1993 in Stuttgart, Deutschland | 20. August 1993 |
| WM-Rekord  | 12,91 s | Colin Jackson | WM 1993 in Stuttgart, Deutschland | 20. August 1993 |

Der bestehende WM-Rekord wurde bei diesen Weltmeisterschaften nicht eingestellt und nicht verbessert.
Es gab eine Weltjahresbestleistung und vier Landesrekorde.
- Weltjahresbestleistung:
  - 13,04 s – Allen Johnson (USA), Finale (9. August) bei 0,3 m/s Gegenwind

- Landesrekorde:
  - 13,61 s – Joseph-Berlioz Randriamihaja (Madagaskar), 2. Vorlauf (7. August) bei 0,6 m/s Gegenwind
  - 13,33 s – Dudley Dorival (Haiti), 6. Vorlauf (7. August) bei 1,9 m/s Rückenwind
  - 13,25 s – Dudley Dorival (Haiti), Finale (9. August) bei 0,3 m/s Gegenwind
  - 13,72 s – Mubarak Ata Mubarak (Saudi-Arabien), 6. Vorlauf (7. August) bei 1,9 m/s Rückenwind

## Vorrunde
Die Vorrunde wurde in sechs Läufen durchgeführt. Die ersten drei Athleten pro Lauf – hellblau unterlegt – sowie die darüber hinaus sechs zeitschnellsten Läufer – hellgrün unterlegt – qualifizierten sich für das Halbfinale.

### Vorlauf 1
7. August 2001, 18:00 Uhr
Wind: +0,1 m/s
| Platz | Name              | Nation                 | Zeit (s) |
| ----- | ----------------- | ---------------------- | -------- |
| 1     | Allen Johnson     | USA                    | 13,59    |
| 2     | Yoel Hernández    | Kuba                   | 13,63    |
| 3     | Tony Jarrett      | Großbritannien         | 13,64    |
| 4     | Masato Naito      | Japan                  | 13,80    |
| 5     | Gabriel Burnett   | Barbados               | 13,93    |
| 6     | Andrey Sklyarenko | Kasachstan             | 14,02    |
| 7     | Hendrey Ah-Tchoy  | Französisch-Polynesien | 16,34    |

### Vorlauf 2
7. August 2001, 18:07 Uhr
Wind: −0,6 m/s
| Platz | Name                         | Nation         | Zeit (s) |
| ----- | ---------------------------- | -------------- | -------- |
| 1     | Yuniel Hernández             | Kuba           | 13,56    |
| 2     | Florian Schwarthoff          | Deutschland    | 13,58    |
| 3     | Robert Kronberg              | Schweden       | 13,59    |
| 4     | Joseph-Berlioz Randriamihaja | Madagaskar     | 13,61 NR |
| 5     | Paulo Villar                 | Kolumbien      | 13,82    |
| 6     | Paul Gray                    | Großbritannien | 13,96    |
| 7     | Sadros Sánchez               | Panama         | 14,34    |

### Vorlauf 3
7. August 2001, 18:14 Uhr
Wind: +1,7 m/s
| Platz | Name            | Nation         | Zeit (s)                    |
| ----- | --------------- | -------------- | --------------------------- |
| 1     | Anier García    | Kuba           | 13,21                       |
| 2     | Mike Fenner     | Deutschland    | 13,46                       |
| 3     | Zhivko Videnov  | Bulgarien      | 13,59                       |
| 4     | Stephen Jones   | Barbados       | 13,72                       |
| 5     | Satoru Tanigawa | Japan          | 13,85                       |
| 6     | David Ilariani  | Georgien       | 14,08                       |
| DSQ   | Damien Greaves  | Großbritannien | IAAF Rule 162.8 – Fehlstart |

### Vorlauf 4

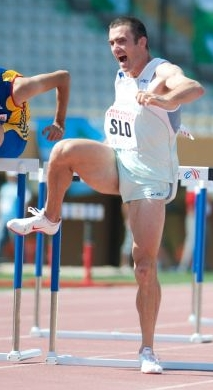
Damjan Zlatnar schied mit 13,97 s im vierten Vorlauf aus

7. August 2001, 18:21 Uhr
Wind: +2,1 m/s
| Platz | Name            | Nation              | Zeit (s) |
| ----- | --------------- | ------------------- | -------- |
| 1     | Dawane Wallace  | USA                 | 13,28    |
| 2     | Artur Kohutek   | Polen               | 13,54    |
| 3     | Liu Xiang       | Volksrepublik China | 13,60    |
| 4     | Jérôme Crews    | Deutschland         | 13,60    |
| 5     | Jarno Jokihaara | Finnland            | 13,89    |
| 6     | Damjan Zlatnar  | Slowenien           | 13,97    |

### Vorlauf 5
7. August 2001, 18:28 Uhr
Wind: ±0,0 m/s
| Platz | Name                  | Nation    | Zeit (s) |
| ----- | --------------------- | --------- | -------- |
| 1     | Terrence Trammell     | USA       | 13,40    |
| 2     | Jewgeni Petschonkin   | Russland  | 13,58    |
| 3     | Jonathan N’Senga      | Belgien   | 13,74    |
| 4     | Felipe Vivancos       | Spanien   | 13,84    |
| 5     | Márcio Simão de Souza | Brasilien | 13,88    |
| 6     | Sultan Tucker         | Liberia   | 13,92    |
| 7     | Raie Khraisat         | Jordanien | 15,01    |

### Vorlauf 6

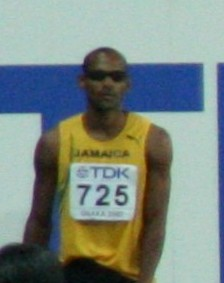
13,88 s reichten Maurice Wignall nicht zum Weiterkommen

7. August 2001, 18:35 Uhr
Wind: +1,9 m/s
| Platz | Name                    | Nation                       | Zeit (s) |
| ----- | ----------------------- | ---------------------------- | -------- |
| 1     | Dudley Dorival          | Haiti                        | 13,33 NR |
| 2     | Shaun Bownes            | Südafrika                    | 13,38    |
| 3     | Elmar Lichtenegger      | Österreich                   | 13,39    |
| 4     | Peter Coghlan           | Irland                       | 13,57    |
| 5     | Mubarak Ata Mubarak     | Saudi-Arabien                | 13,72 NR |
| 6     | Maurice Wignall         | Jamaika                      | 13,88    |
| 7     | Omar Abdullah Al-Rawahi | Vereinigte Arabische Emirate | 19,01    |

## Halbfinale
Aus den drei Halbfinalläufen qualifizierten sich die jeweils ersten beiden Athleten – hellblau unterlegt – sowie die darüber hinaus zwei zeitschnellsten Läufer – hellgrün unterlegt – für das Finale.

### Halbfinallauf 1

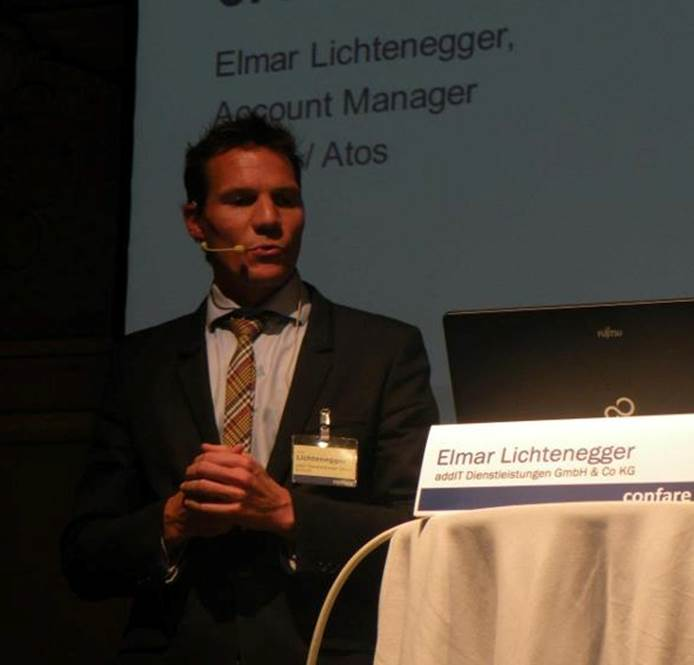
Elmar Lichtenegger (hier im Jahr 2013) schied mit seinen 13,42 s im Halbfinale aus
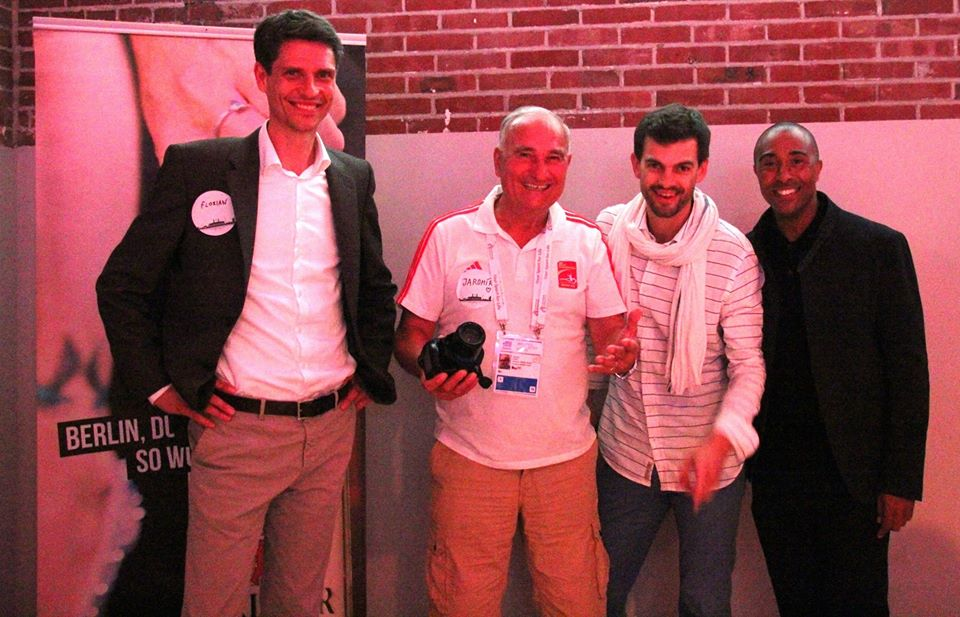
Florian Schwarthoff (auf dem Foto von 2016 ganz links) erreichte in seinem Halbfinale nicht das Ziel

8. August 2001, 20:55 Uhr
Wind: +1,9 m/s
| Platz | Name                | Nation      | Zeit (s) |
| ----- | ------------------- | ----------- | -------- |
| 1     | Anier García        | Kuba        | 13,19    |
| 2     | Allen Johnson       | USA         | 13,27    |
| 3     | Shaun Bownes        | Südafrika   | 13,29    |
| 4     | Elmar Lichtenegger  | Österreich  | 13,42    |
| 5     | Peter Coghlan       | Irland      | 13,61    |
| 6     | Masato Naito        | Japan       | 13,73    |
| 7     | Jonathan N’Senga    | Belgien     | 13,89    |
| DNF   | Florian Schwarthoff | Deutschland |          |

### Halbfinallauf 2
8. August 2001, 21:03 Uhr
Wind: +0,8 m/s
| Platz | Name                         | Nation         | Zeit (s) |
| ----- | ---------------------------- | -------------- | -------- |
| 1     | Jewgeni Petschonkin          | Russland       | 13,38    |
| 2     | Robert Kronberg              | Schweden       | 13,38    |
| 3     | Dawane Wallace               | USA            | 13,41    |
| 4     | Mike Fenner                  | Deutschland    | 13,49    |
| 5     | Yuniel Hernández             | Kuba           | 13,56    |
| 6     | Stephen Jones                | Barbados       | 13,71    |
| 7     | Joseph-Berlioz Randriamihaja | Madagaskar     | 13,77    |
| DSQ   | Tony Jarrett                 | Großbritannien | [ 2 ]    |

### Halbfinallauf 3

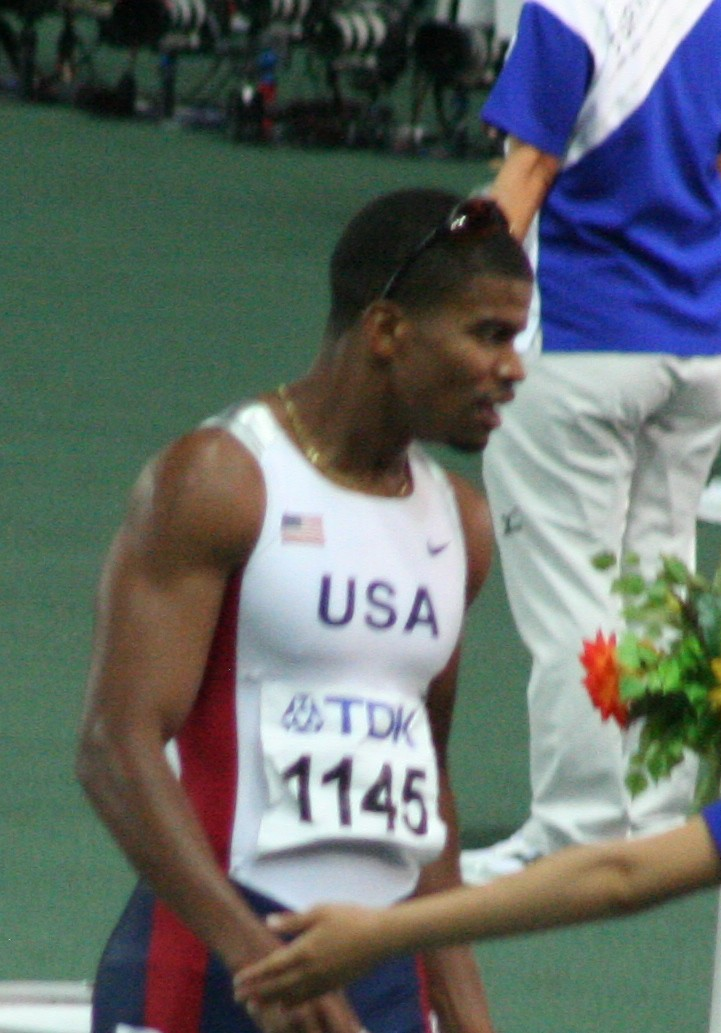
Etwas überraschend war für Terrence Trammell im Halbfinale Endstation
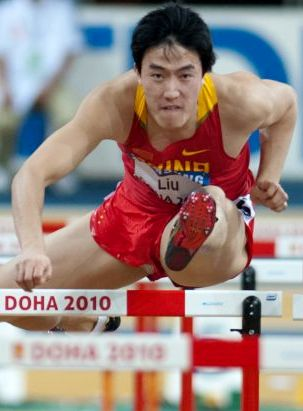
Liu Xiang erreichte hier noch nicht das Finale – er hatte seine Karrierehöhepunkte noch vor sich
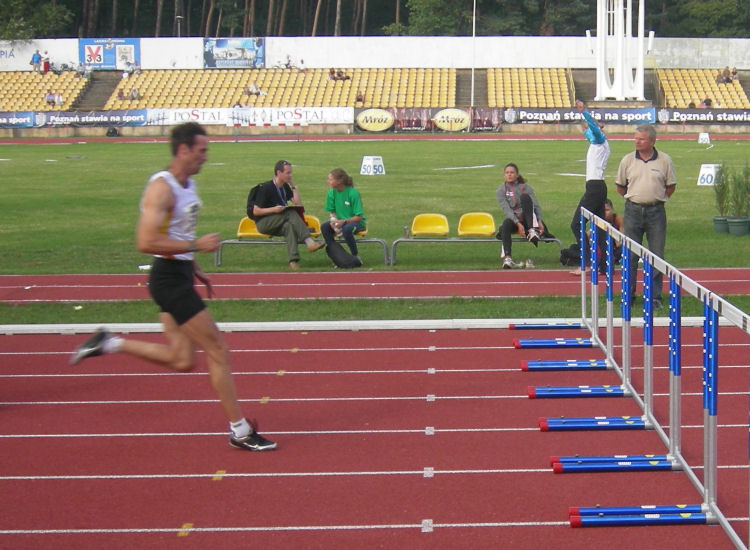
Artur Kohutek – Rang sieben in seinem Halbfinale und damit ausgeschieden

8. August 2001, 21:11 Uhr
Wind: +0,2 m/s
| Platz | Name                | Nation              | Zeit (s) |
| ----- | ------------------- | ------------------- | -------- |
| 1     | Yoel Hernández      | Kuba                | 13,33    |
| 2     | Dudley Dorival      | Haiti               | 13,43    |
| 3     | Terrence Trammell   | USA                 | 13,44    |
| 4     | Liu Xiang           | Volksrepublik China | 13,51    |
| 5     | Zhivko Videnov      | Bulgarien           | 13,55    |
| 6     | Jérôme Crews        | Deutschland         | 13,55    |
| 7     | Artur Kohutek       | Polen               | 13,60    |
| 8     | Mubarak Ata Mubarak | Saudi-Arabien       | 13,98    |

## Finale
9. August 2001, 21:15 Uhr
Wind: −0,3 m/s
| Platz | Name                | Nation    | Zeit (s) |
| ----- | ------------------- | --------- | -------- |
| 1     | Allen Johnson       | USA       | 13,04 WL |
| 2     | Anier García        | Kuba      | 13,07    |
| 3     | Dudley Dorival      | Haiti     | 13,25 NR |
| 4     | Yoel Hernández      | Kuba      | 13,30    |
| 5     | Robert Kronberg     | Schweden  | 13,51    |
| 6     | Jewgeni Petschonkin | Russland  | 13,52    |
| 7     | Dawane Wallace      | USA       | 13,76    |
| 8     | Shaun Bownes        | Südafrika | 13,84    |

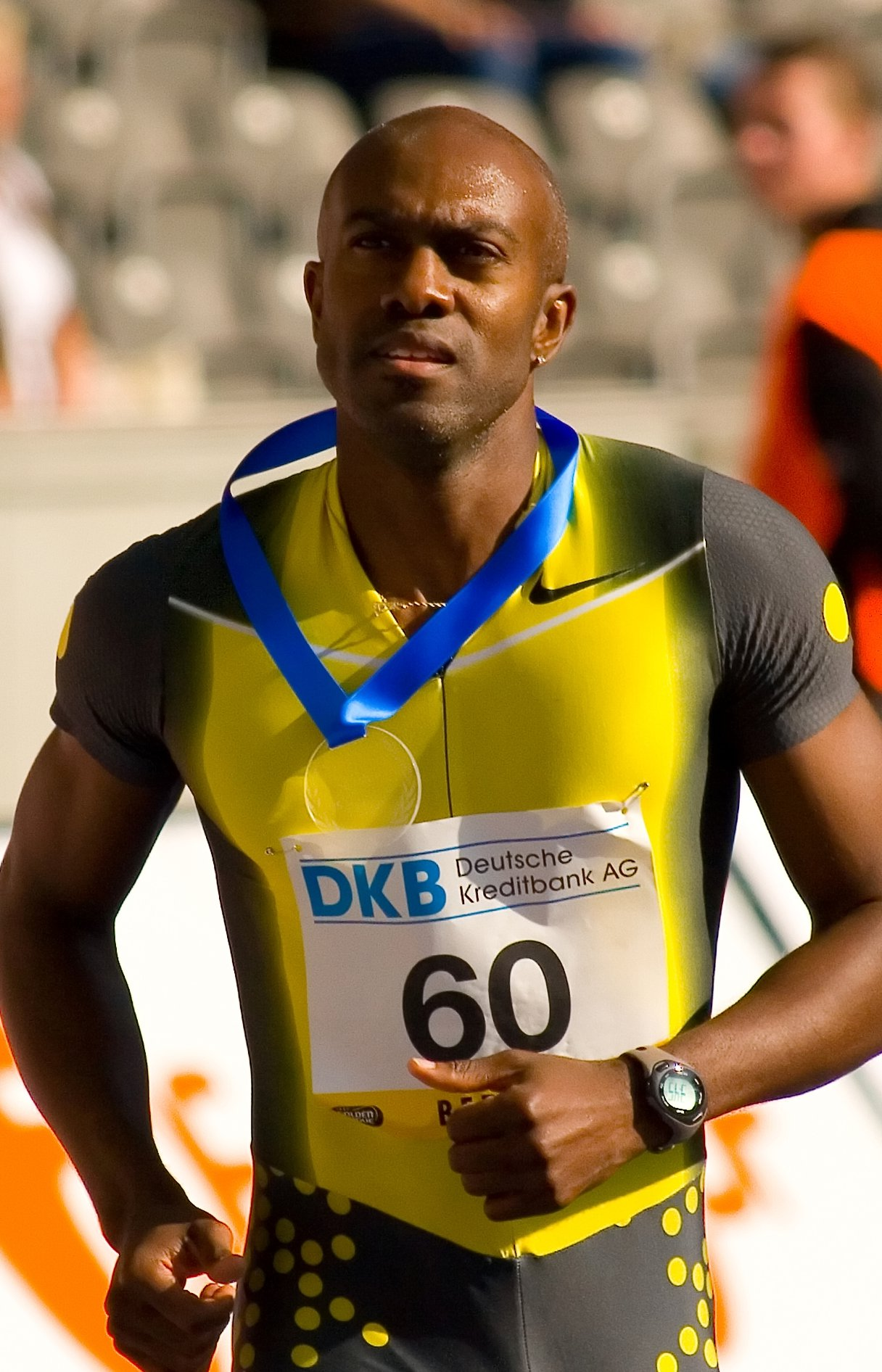
WM-Titel Nr. drei für Allen Johnson, 1996 auch Olympiasieger

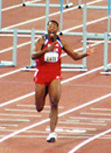
Wie 1999 gab es WM-Silber für Anier García, den aktuellen Olympiasieger
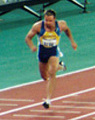
Der fünftplatzierte Robert Kronberg

## Video
- 110m final IAAF Worldchampionships 2001 Allen Johnson 13.04 auf youtube.com, abgerufen am 7. August 2020